# The Bridges of Madison County

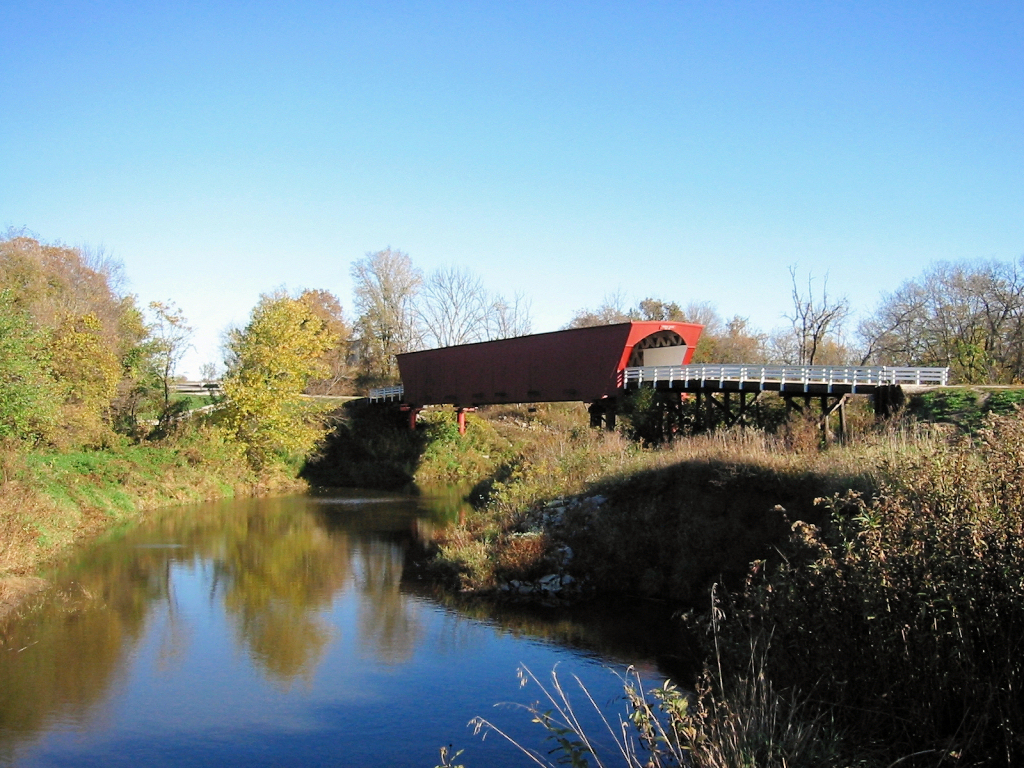
Roseman Bridge, een van de filmlocaties

The Bridges of Madison County is een Amerikaanse dramafilm uit 1995 onder regie van Clint Eastwood. Het scenario is gebaseerd op de gelijknamige roman uit 1992 van de Amerikaanse auteur Robert James Waller. De film werd deels opgenomen rondom de overdekte bruggen in Madison County (Iowa) die hierdoor landelijke bekendheid kregen.

## Verhaal
Na haar dood vinden de kinderen van Francesca Johnson haar dagboek. Daarin lezen ze dat hun moeder in de zomer van 1965 een kortstondige verhouding had met een fotograaf, die een paar dagen in het dorp was om de historische bruggen te fotograferen. Deze romance, die plaatsvond toen de rest van het gezin een paar dagen het dorp uit was, veranderde haar kijk op het leven en deed haar inzien dat ze eigenlijk niet gelukkig was over haar huwelijk. In het dagboek, dat uit drie delen bestaat, uit ze de wens dat haar kinderen wel hun eigen geluk zullen nastreven.

## Rolverdeling
| Acteur                | Personage         |
| --------------------- | ----------------- |
| Clint Eastwood        | Robert Kincaid    |
| Meryl Streep          | Francesca Johnson |
| Annie Corley          | Carolyn Johnson   |
| Victor Slezak         | Michael Johnson   |
| Jim Haynie            | Richard Johnson   |
| Sarah Kathryn Schmitt | Jonge Carolyn     |
| Christopher Kroon     | Jonge Michael     |
| Phyllis Lyons         | Betty             |
| Debra Monk            | Madge             |
| Richard Lage          | Meester Peterson  |
| Michelle Benes        | Lucy Redfield     |
| Alison Wiegert        | Kind              |
| Brandon Bobst         | Kind              |
| Pearl Faessler        | Vrouw             |
| R.E. Faessler         | Man               |

## Productie
Amblin Entertainment kocht de filmrechten voor 25.000 $ nog voor het boek van Robert James Waller in de winkel lag. Sidney Pollack werd aangezocht als regisseur en Kurt Luedtke als scenarioschrijver, maar dit project strandde. Vervolgens werd Bruce Beresford aangesteld als regisseur, maar hij kwam in conflict met hoofdrolspeler en coproducent Clint Eastwood, onder andere over de keuze voor de vrouwelijke hoofdrol. Eastwoord besliste vervolgens om zelf te regisseren en contacteerde Meryl Streep voor de rol van Francesca.
De film werd ingeblikt op 42 dagen met een bescheiden budget van 22.000.000 $. De scènes werden in chronologische volgorde gefilmd.